# Чейс (Аляска)
Чейс (англ. Chase) — статистически обособленная местность, которая находится в боро Матануска-Суситна, Аляска, Соединённые Штаты Америки. По данным переписи 2000 года население составляло 41 человек, а по данным переписи 2010 года — 34 человека.

## География
По данным Бюро переписи населения США, CDP имеет общую площадь 93,5 квадратной мили (242 км²), из которых 92,9 квадратной мили (241 км²) — это земля и 0,6 квадратной мили (1,6 км² — 0,66%) от этого — воды.

## Демография
Чейз впервые появился на переписи 1990 года в качестве места для переписи (CDP).
По данным переписи 2000 года в CDP насчитывалось 41 человек, 21 домашнее хозяйство и 9 семей. Плотность населения в то время составляла 0,4 на квадратную милю (0,15 / км2). Было 90 единиц жилья при средней плотности 1 на квадратную милю (0,39 / км2). Расовый состав CDP составлял 100,00 % белых.
Было 21 домашнее хозяйство, из которых 14,3 % имели детей в возрасте до 18 лет, проживающих с ними, 42,9 % были женатыми парами, живущими вместе, у 4,8 % была мать-одиночка без, а 52,4 % не имели семьи. 42,9 % всех домохозяйств состоят из отдельных лиц, а 9,5 % из них живут одинокими, кому 65 лет и более. Средний размер домохозяйства —1,95, а средний размер семьи дохода семьи — 2,70.
В CDP население было распространено — 17,1 % в возрасте до 18 лет, 2,4 % с 18 до 24, 17,1 % с 25 до 44, 56,1 % с 45 до 64 и 7,3 % в возрасте 65 лет и старше. Медианный возраст составлял 47 лет. На каждые 100 женщин приходилось 156,3 мужчин. На каждые 100 женщин в возрасте 18 лет и старше приходилось 183,3 мужчин.
Средний доход для домашнего хозяйства в CDP составлял 16 250 долларов США, а средний доход для семьи составлял 0 долларов США. Мужчины и женщины имели средний доход от 0 долларов США. Доход на душу населения для CDP составлял 16 000 долларов США. Не одна из семей не жила за чертой бедности.